# Ambrozij Senyshyn
Ambrozij Andrew Senyshyn (Амвро́сій Андрі́й Сени́шин en ukrainien), ou Ambrose Senyshyn, né le 23 février 1903 à Staryï Sambir en Ukraine et mort le 11 septembre 1976, est un archevêque de l'Église grecque-catholique ukrainienne. Le 10 juillet 1958, il est devenu le premier évêque de Stamford aux États-Unis. Le 14 août 1961, il a été nommé archevêque de Philadelphie.